# Sor Catherine de Sainte Suzanne
Sor Catherine de Sainte Suzanne es una pintura del artista francés Philippe de Champaigne, expuesta en el Louvre de París. El nombre completo de la obra es La Madre Catherine-Agnès Arnauld (1593-1671) y Sor Catherine de Sainte Suzanne Champaigne (1636-1686), hija del artista. Se trata de una de las obras más logradas de Champaigne. Es una ofrenda votiva (un exvoto) del pintor. Representa un milagro, que involucra a su hija, que se dice que ocurrió en el convento cisterciense de Port-Royal-des-Champs .
La Madre Superiora Catherine-Agnès Arnauld es iluminada por un rayo de luz en el noveno día de su novena por la hija de Champaigne, sor Catherine de Sainte Suzanne, indicando la esperanza de que llegaría una curación para sor Catherine. Catherine (sentada, rezando) era la única hija sobreviviente del pintor y sufría una parálisis. Hasta ese momento, la oración y los tratamientos médicos (pociones, baños, unciones y treinta sangrías) habían resultado inútiles. Después de la novena de la Madre Superiora, Sor Catherine comenzó a adquirir movilidad y la enfermedad parecía haberse desvanecido. El cuadro es una muestra de agradecimiento del padre por la curación de su hija. 
El milagro que retrata simboliza también la esperanza para la causa de los jansenistas, que fueron objeto de persecución por parte de las autoridades eclesiásticas y civiles. Los jansenistas siguieron a Cornelius Jansen, quien reafirmó la teología de San Agustín, y estaban en conflicto con los jesuitas. Su negativa a firmar un documento que condenaba cinco proposiciones que se encuentran en Augustinus de Jansen resultó en que fueran privados de los sacramentos y confinados en la abadía, que finalmente fue demolida.

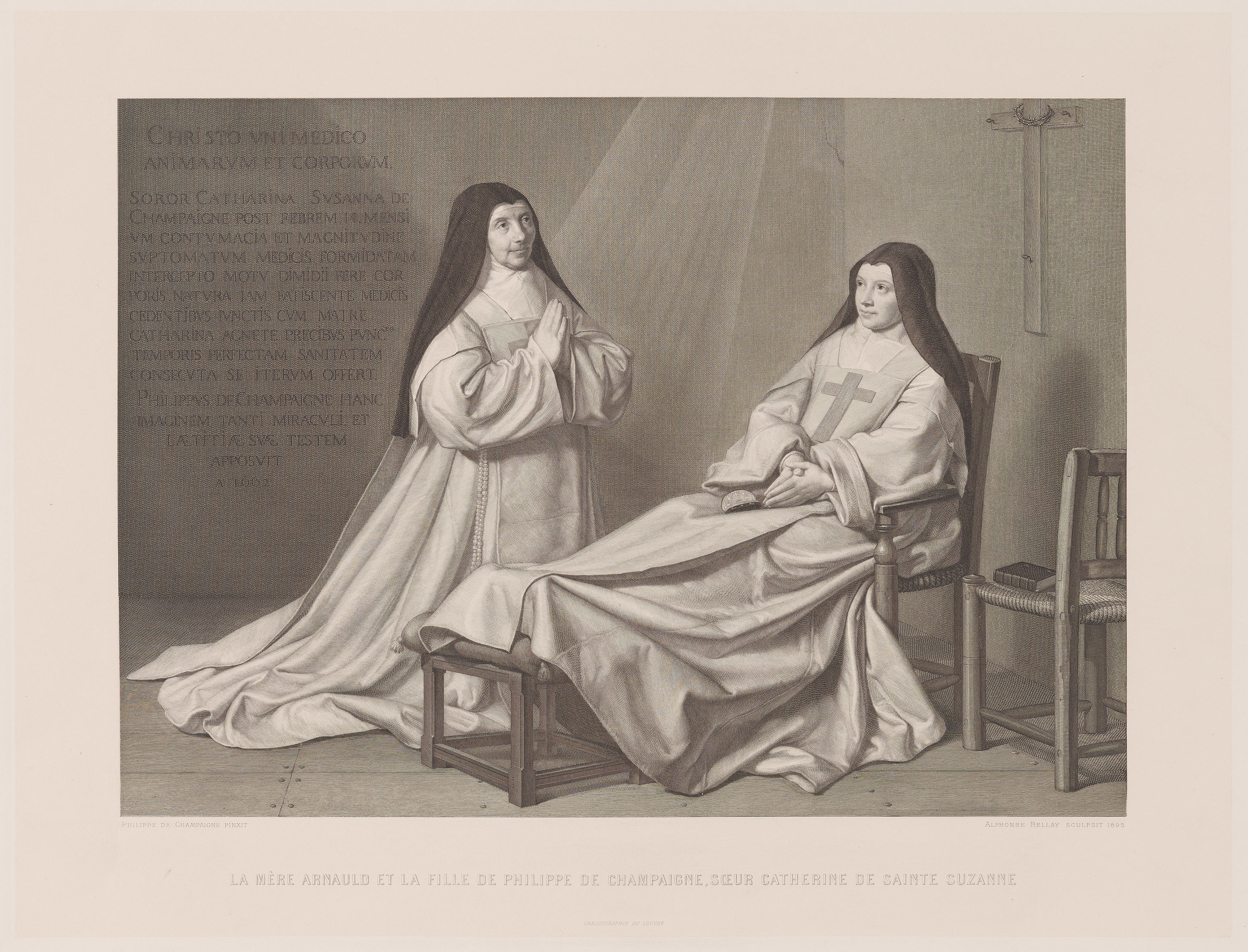
Grabado de Charles Paul Alphonse Bellay basado en la obra.

La composición es única en la obra de Champaigne, con las dos figuras ricamente definidas. Presentan formas esculturales, lo que les otorga una vitalidad y una disposición que las distinguen de los restringidos tonos y simplicidad angular del entorno (Rand 1990). Las figuras dominan el lienzo, dando a la pintura una calidad monumental. La textura, el peso y los pliegues de las túnicas están modelados con gran detalle, revelando la formación flamenca de Champaigne. Su decisión de retratar el momento en que a la Madre-Superiora Agnès se le infunde esperanza, en lugar de la curación en sí, es evidente en el hecho de que el rayo de luz la ilumina a ella en lugar de a su hija. La luz desarrolla una "tensión cronológica" que sugiere "lo que sucederá como resultado de lo que está sucediendo" (Rand 1983).
La pintura incluye una inscripción en latín en la pared a la izquierda de la pintura. Ni el texto ni las letras son obra de Champaigne.

CHRISTO VNI MEDICO

ANIMARVM ET CORPORVM

SOROR CATHARINA SVSANNA DE

CHAMPAIGNE POST FEBREM 14 MENSI

(C)VM CONTVMACIA ET MAGNITVDINE

SYMPTOMATVM MEDICIS FORMIDATAM

INTERCEPTO MOTV DIMIDII FERE COR

PORIS NATVRA IAM FATISCENTE MEDICIS

CEDENTIBVS IVNCTIS CVM MATRE

CATHARINA AGNETE PRECIBVS PVNCTO

TEMPORIS PERFECTAM SANITATEM 

CONSECVTA SE ITERVM OFFERT.

PHILIPPVS DE CHAMPAIGNE HANC

IMAGINEM TANTI MIRACVLI ET

LAETITIAE SVAE TESTEM 

APPOSVIT

AO 1662

La inscripción, dirigida a Cristo, cuenta que Sor Catalina padeció durante catorce meses fiebre alta y que la mitad de su cuerpo quedó paralizada; que oró con la Madre Agnès y su salud fue restaurada, y nuevamente se ofreció a Cristo; y que Champaigne ofrece la pintura como testimonio de este milagro y para expresar su alegría.